# Claudius Verax
Claudius Verax (sein Praenomen ist nicht bekannt; möglicherweise lautete es Tiberius) war ein im 1. und 2. Jahrhundert n. Chr. lebender Angehöriger des römischen Ritterstandes (Eques).
Durch ein Militärdiplom, das auf den 27. Juli 108 datiert ist, ist belegt, dass Verax 108 Kommandeur der Cohors V Hispanorum war, die zu diesem Zeitpunkt in der Provinz Moesia superior stationiert war.